# 学校法人稲置学園
学校法人稲置学園（がっこうほうじんいなおきがくえん）は、石川県金沢市にある学校法人である。現在、大学1校・短期大学1校・高等学校1校・中学校1校・幼稚園2園を設置・運営する。
「稲置」の名は、創設者である稲置繁男（いなおき しげお、1910年（明治43年）生 - 1993年（平成5年）没。のちの学園理事長の美弥子は長女）の名にちなむ。元々は戦前に創設された簿記学校を前身に実践商業高等学校・学校法人稲置学園が設置されていたが、その後増設した実践第二高等学校→星稜高等学校を学校法人稲置財団に移管。更に金沢経済大学を同法人を母体に開校する一方で、学校法人稲置学園は実践商業高等学校の県立移管（石川県立金沢向陽高等学校）に伴い解散。これに伴い、学校法人稲置財団→稲置星稜学園が現在の学校法人稲置学園に再度改称する複雑な経緯を辿っている。
星稜高等学校が有名になってしまったため、石川県民でも学園関係者以外は『稲置学園』の名称を使うことは少ない。金沢経済大学が星稜高等学校の上部校であることも県外では知名度が低く、一時は星稜高等学校の校名を『金沢経済大学付属星稜高等学校』と改め、野球部のユニフォームの袖口に校名をあしらうなどしてアピールしたがあまり効果は上がらず方針を転換。逆に、高校の知名度に肖る形で大学の校名を『金沢星稜大学』とすることで決着し、現在に至っている。

## 建学の精神
誠実にして社会に役立つ人間の育成

## 沿革
各校の詳しい沿革については、それぞれの学校の項を参照のこと。
- 1932年（昭和7年）10月 - 北陸明正珠算簿記専修学校を金沢市彦三に創設。
- 1933年（昭和8年）3月 - 北陸明正珠算簿記専修学校を明正高等簿記学校に校名変更。
- 1944年（昭和19年）3月 - 明正高等簿記学校を金沢商業女学校に校名変更。
- 1948年（昭和23年）
  - 2月 - 金沢商業女学校を金沢女子商業学校に校名変更。
  - 10月 - 財団法人実践高等商業学校を設立し、金沢女子商業学校を実践高等商業学校に校名変更。
- 1950年（昭和25年）10月 - 財団法人実践高等商業学校を学校法人実践商業高等学校に組織及び校名変更。
- 1961年（昭和36年）10月 - 学校法人実践商業高等学校を学校法人稲置学園に法人名称変更。
- 1962年（昭和37年）
  - 4月 - 実践第二高等学校を設置。
  - 10月 - 学園創立30周年記念式典挙行。
- 1963年（昭和38年）
  - 6月 - 実践第二高等学校を学校法人稲置学園から分離し、学校法人稲置財団を設立。
  - 9月 - 実践第二高等学校を星稜高等学校に校名変更。
- 1965年（昭和40年）4月 - 学校法人稲置財団を学校法人稲置星稜学園に法人名称変更、星稜幼稚園を設置認可。
- 1966年（昭和41年）6月 - 金沢経済大学学舎1号館完成。
- 1967年（昭和42年）
  - 4月 - 金沢経済大学経済学部経済学科を設置、星稜高等学校を金沢経済大学付属星稜高等学校に校名変更、星稜幼稚園を金沢経済大学付属星稜幼稚園に園名変更。
  - 10月 - 学園創立35周年記念式典挙行。
- 1968年（昭和43年）3月 - 金沢経済大学学舎2・3号館竣工。
- 1969年（昭和44年）4月 - 稲置講堂（兼体育館）竣工。
- 1970年（昭和45年）3月 - 実践商業高等学校を石川県に移管し、学校法人稲置学園を解散。
- 1971年（昭和46年）
  - 1月 - 金沢経済大学武道館竣工。
  - 3月 - 金沢経済大学情報処理センター竣工。
  - 4月 - 学校法人稲置星稜学園を学校法人稲置学園に法人名称変更、金沢経済大学経済学部二部経済学科を設置。
  - 11月 - 金沢経済大学付属星稜高等学校を金沢経済大学星稜高等学校に校名変更、金沢経済大学付属星稜幼稚園を金沢経済大学星稜幼稚園に園名変更。
- 1972年（昭和47年）
  - 4月 - 金沢経済大学星稜中学校を設置、星稜高等学校に情報処理科を新設。
  - 10月 - 学園創立40周年記念式典挙行。
- 1973年（昭和48年）4月 - 金沢経済大学経済学部一部に商学科を増設。
- 1976年（昭和51年）3月 - 金沢経済大学大講義棟竣工。
- 1979年（昭和54年）4月 - 星稜女子短期大学経営実務科を設置。
- 1980年（昭和55年）4月 - 星稜高等学校の商業科と情報処理科の廃止。
- 1982年（昭和57年）10月 - 学園創立50周年記念式典挙行。
- 1983年（昭和58年）4月 - 星稜泉野幼稚園を設置、金沢経済大学星稜高等学校を星稜高等学校に校名変更、金沢経済大学星稜中学校を星稜中学校に校名変更、金沢経済大学星稜幼稚園を星稜幼稚園に園名変更。
- 1984年（昭和59年）4月 - 金沢経済大学学舎第4号館竣工。
- 1985年（昭和60年）12月 - 星稜幼稚園新園舎竣工。
- 1987年（昭和62年）10月 - 学園創立55周年記念式典挙行。
- 1988年（昭和63年）
  - 2月 - 金沢経済大学学舎第5号館竣工。
  - 4月 - 七尾短期大学を設置。
- 1989年（平成元年）10月 - 稲置記念館竣工。
- 1992年（平成4年）10月 - 学園創立60周年記念式典挙行、稲置学園総合運動場竣工。
- 1996年（平成8年）10月 - 金沢経済大学本館竣工。
- 1997年（平成9年）12月 - 金沢経済大学体育館、学生会館、厚生会館、食堂棟竣工。
- 2000年（平成12年）12月 - 金沢経済大学経済学部一部ビジネスコミュニケーション学科設置。
- 2001年（平成13年）8月 - 星稜中学校・高等学校校舎・体育館竣工。
- 2002年（平成14年）
  - 4月 - 金沢経済大学を金沢星稜大学に名称変更し、大学院地域経済システム研究科（修士課程）設置。
  - 10月 - 学園創立70周年記念式典挙行、星稜中学校・高等学校室内練習場・グラウンド竣工。
- 2004年（平成16年）
  - 4月 - 金沢星稜大学経済学部一部現代マネジメント学科設置。
  - 11月 - 七尾短期大学を廃止。
- 2007年（平成19年）4月 - 金沢星稜大学人間科学部設置。
- 2008年（平成20年）4月 - 大学院・地域経済システム研究科（修士課程）を経営戦略研究科（修士課程）に名称変更。
- 2010年（平成22年）4月 - 金沢星稜大学経済学部二部（夜間部）を募集停止し、経済学部現代マネジメント学科から経営学科に名称変更。
- 2011年（平成23年）4月 - 星稜幼稚園を金沢星稜大学附属星稜幼稚園に園名変更、星稜泉野幼稚園を金沢星稜大学附属星稜泉野幼稚園に園名変更。
- 2012年（平成24年）
  - 4月 - 星稜女子短期大学を金沢星稜大学女子短期大学部に名称変更。
  - 9月 - 金沢星稜大学キャリアデザイン館・メディアライブラリー竣工。
  - 10月 - 学園創立80周年記念式典挙行。
- 2014年（平成26年）5月 - 金沢星稜大学経済学部二部経済学科を廃止。
- 2015年（平成27年）4月 - 金沢星稜大学経済学部一部を金沢星稜大学経済学部に改称。
- 2016年（平成28年）
  - 2月 - 金沢星稜大学グローバルコモンズ竣工。
  - 4月 - 金沢星稜大学人文学部を設置。
- 2017年（平成29年）4月 - 金沢星稜大学附属星稜幼稚園を廃止し、幼保連携型認定こども園金沢星稜大学附属星稜幼稚園を設置。金沢星稜大学附属星稜泉野幼稚園を幼稚園型認定こども園金沢星稜大学附属星稜泉野幼稚園に移行。
- 2019年（平成31年／令和元年）
  - 4月 - 星稜こども園（企業主導型保育事業施設）を設置。
  - 7月 - 星稜こども園園舎竣工。
- 2021年（令和3年）2月 - 星稜中学校・高等学校総合寮 GROW DORM（グロードーム）竣工。

## 設置校
- 金沢星稜大学
- 金沢星稜大学女子短期大学部
- 星稜中学校・高等学校
- 星稜小学校（開校予定）
- 金沢星稜大学附属星稜幼稚園
- 金沢星稜大学附属星稜泉野幼稚園